# Sidisca
Sidisca är ett släkte av fjärilar. Sidisca ingår i familjen tandspinnare.
Kladogram enligt Catalogue of Life:
| Sidisca | \| \| Sidisca hypochloë \| \| \| \| \| \| Sidisca zika \| \| \| \| |
|         | \| \| Sidisca hypochloë \| \| \| \| \| \| Sidisca zika \| \| \| \| |
|         | Sidisca hypochloë                                                  |
|         |                                                                    |
|         | Sidisca zika                                                       |
|         |                                                                    |